# セルヒオ・エスクデロ・パロモ
セルヒオ・エスクデロ・パロモ（スペイン語: Sergio Escudero Palomo、1989年9月2日 - ）は、スペイン・バリャドリッド出身のサッカー選手。デポルティーボ・ラ・コルーニャ所属。ポジションはDF。

## クラブ歴

### ムルシア
カスティーリャ・イ・レオン州バリャドリッドに生まれた彼は2007年にレアル・ムルシアの下部組織に入団。2008-09シーズンにBチームに昇格しセグンダ・ディビシオンBで選手初シーズンを迎えた。翌年にはトップチームに顔を出すようになり、トップチーム初出場試合は2009年6月13日に行われたUDサラマンカとのホームゲームでこの試合にフル出場を果たした。この時既にチームはセグンダ・ディビシオン残留が決まっていた。
2009-10シーズンにはトップチームに昇格、同シーズンでは2250分の出場を果たしチーム一起用された選手となったものの、チームは全く振るわず20位、セグンダ・ディビシオンBへの降格が決まった。そのシーズン最中の2010年3月にはレアル・マドリードからの関心も寄せられたが、移籍とはならなかった。

### シャルケ
2010年夏の移籍市場でブンデスリーガのシャルケ04に20歳で移籍。この時、同じスペイン人であるホセ・マヌエル・フラド、ラウル・ゴンサレスの二人もともにシャルケに加入した。ブンデスリーガ初出場は2011年2月26日にホームで行われた1.FCニュルンベルク戦で68分間ピッチ上に立ち、試合結果は1-1であった。

### ヘタフェ
2013年1月末にプリメーラ・ディビシオンのヘタフェCFにレンタル移籍、この理由はホセ・マヌエル・ヒメネス・オルティスの負傷をカバーするためであった。2月2日のデポルティーボ・ラ・コルーニャとのホームゲームで初出場、これは3-1の勝利に終わった。
同年7月11日に5年契約で完全移籍。2013-14シーズンではFCバルセロナとセビージャFCから得点を奪った。

### セビージャ
2015年7月3日、4年契約でセビージャFCに移籍。11月29日にバレンシアCFから得点を奪ったのがこのシーズン唯一の得点となった。
2015-16シーズンはベノワ・トレムリナスの控えの扱いであったが、全ての試合を合わせて27試合に出場、UEFAヨーロッパリーグ 2015-16 決勝ではフル出場を果たした。

### グラナダ
2021年8月31日、グラナダCFにフリーで移籍し、単年契約を結んだ。

### レアル・バリャドリード
2022年7月13日、レアル・バリャドリードと2年契約を結んだ。

### デポルティーボ・ラ・コルーニャ
2024年7月18日、デポルティーボ・ラ・コルーニャに移籍した。

## タイトル
シャルケ
- DFBポカール: 2010–11
- DFLスーパーカップ: 2011

セビージャ
- UEFAヨーロッパリーグ: 2015–16, 2019–20